# باتريك كاميرت

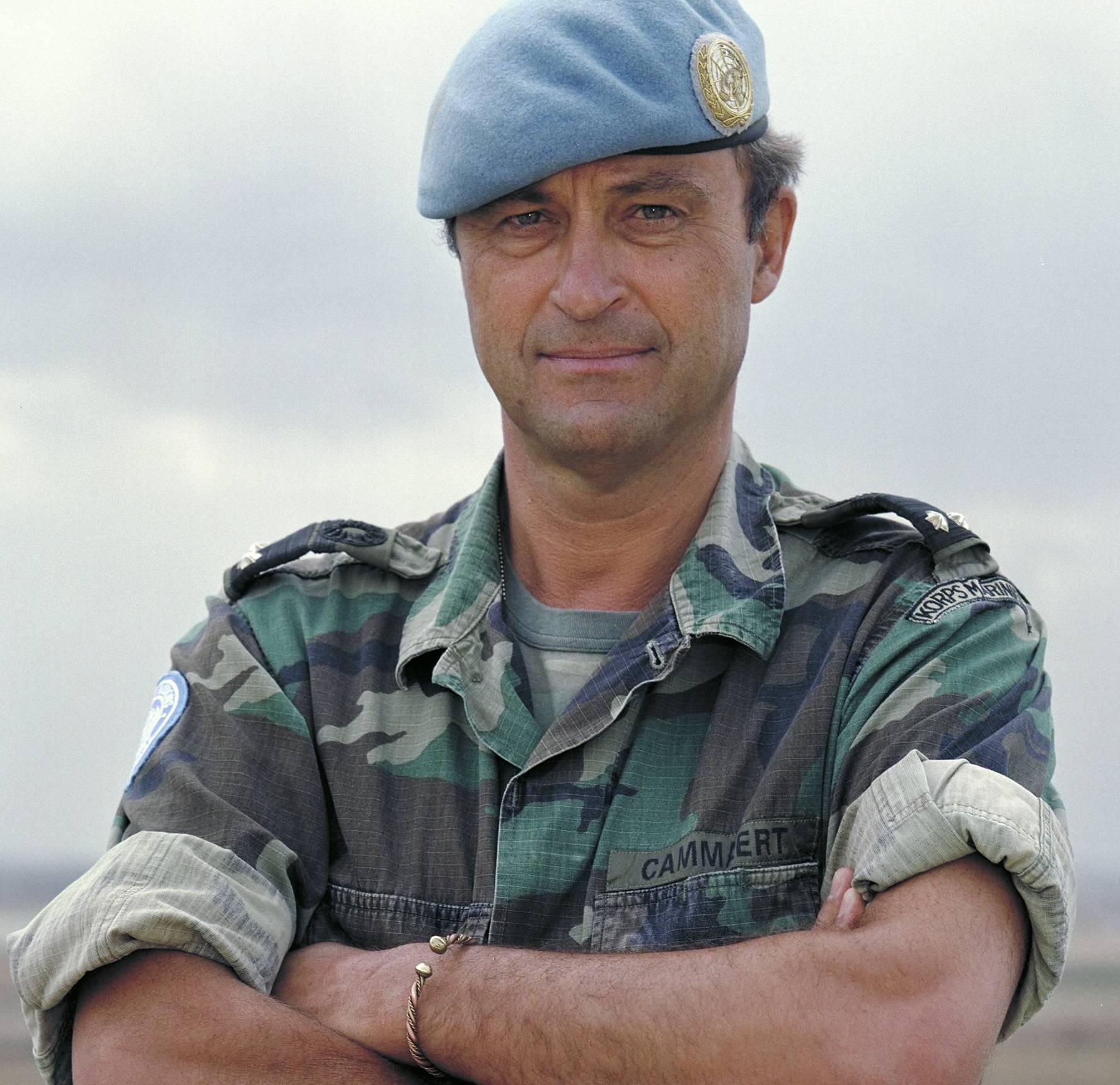
باتريك كاميرت في عام 2001

اللواء  باتريك كاميرت (نطق هولندي: [ˈpɛtrɪk ˈkɑmaːrt]، من مواليد 11 أبريل 1950، ألكمار) هو جنرال هولندي متقاعد  عمل كقائد لقوات الأمم المتحدة في شرق جمهورية الكونغو الديمقراطية. شغل سابقًا منصب المستشار العسكري للأمين العام للأمم المتحدة. قبل هذا المنصب، كان قائد قوة بعثة الأمم المتحدة في إثيوبيا وإريتريا، كمستشار عسكري في إدارة عمليات حفظ السلام، وأمضى حياته المهنية في مشاة البحرية الملكية الهولندية متخصصًا في عمليات حفظ السلام.
يتشتهر كاميرت بتنفيذه للعديد من توصيات تقرير الإبراهيمي.

## حفظ السلام التابع للأمم المتحدة
في عام 2005 تولى كاميرت قيادة قوة بعثة منظمة الأمم المتحدة لتحقيق الاستقرار في جمهورية الكونغو الديمقراطية التي يبلغ قوامها 15 ألف جندي.  وكان مبدأه خلال هذه المهمة أن «قوات الأمم المتحدة غير متحيزة وغير محايدة».  في أوائل عام 2005 ، قتلت الفرقة الشرقية في كاميرت 50 مقاتلاً في إيتوري بعد خسارة تسعة من جنودها في كمين.
في أوائل عام 2016، قاد كامارت لجنة تحقيق حول ظروف الاشتباكات التي وقعت في موقع حماية المدنيين التابع لبعثة الأمم المتحدة في جنوب السودان في ملكال، جنوب السودان، في 17-18 فبراير 2016. في وقت لاحق من ذلك العام، تم تعيينه من قبل الأمين العام بان كي مون لقيادة تحقيق خاص مستقل في أعمال العنف في جوبا، جنوب السودان، في يوليو 2016، واستجابة بعثة الأمم المتحدة في جنوب السودان. 
في 22 ديسمبر 2018، بدأ كاميرت قيادة بعثة المراقبة التابعة للأمم المتحدة للإشراف على وقف إطلاق النار بوساطة الأمم المتحدة وإعادة انتشار القوات في مدينة الحديدة في اليمن.   في 17 يناير 2019، تم الإبلاغ عن إطلاق النار على قافلة كاميرت من قبل مهاجمين مجهولين، يعتقد أن كاميرت لم يصب بأذى.  بحلول فبراير 2019، تم استبداله باللواء الدنماركي مايكل أنكر لوليسجارد. 
كاميرت هو أيضًا مستشار أول منتظم في دورات القيادة العليا للأمم المتحدة وفي دورات التوجيه المكثفة لقادة القوات الجدد. في عام 2015، كان عضوًا في المجموعة الاستشارية رفيعة المستوى للدراسة العالمية حول قرار مجلس الأمن التابع للأمم المتحدة رقم 1325. 

## نشاطات أخرى
- مركز المدنيين في الصراع (سيفيك)، عضو مجلس إدارة [8]
- مؤسسة موكوميز، عضو مجلس الإدارة
- معهد جورجتاون للمرأة والسلام والأمن، عضو المجلس الاستشاري [9]
- مبادرة روميو دالير لتجنيد الأطفال، عضو مجلس الإدارة

## الجوائز
في 10 أكتوبر 2008، حصل كاميرت على جائزة كارنيجي واتيلر للسلام لالتزامه بالسلام العالمي.